# Poecilomigas abrahami
Poecilomigas abrahami is een spinnensoort in de taxonomische indeling van de Migidae.
Het dier behoort tot het geslacht Poecilomigas. De wetenschappelijke naam van de soort werd voor het eerst geldig gepubliceerd in 1889 door Octavius Pickard-Cambridge.